# Kinesisk juveltrast
Kinesisk juveltrast (Pitta nympha) är en östasiatisk tätting, den mest nordliga förekommande arten i familjen juveltrastar.

## Kännetecken

### Utseende
Kinesisk juveltrast är en liten (16-19,5 cm) och färgglad juveltrast. På huvudet syns kastanjefärgad hjässa och panna med ett svart längsgående centralt hjässband, ett brett, svart streck från tygeln till nacken samt ett ljusbeige ögonbrynsstreck. 
Ovansidan är grön med lysande blå övergump och övre stjärttäckare. Handpennorna är brunsvarta med en liten vit fläck, handpennetäckarna mörkblå, större och mellersta täckarna mörkgröna och de mindre täckarna lysande blå. Hakan är vitaktig medan resten av undersidan är beigefärgad med röd undergump och centralt på buken.
Liknande blåvingad juveltrast är större med beigefärgade hjässidor, mörkare bige undersida och blått på alla övre vingtäckarna. I flykten syns att den vita handpennefläcken är större.

### Läten
Sången är ett klart och visslande "kwah-he khwa-wu", längre och långsammare än sången hos blåvingad juveltrast.

## Utbredning och systematik
Kinesisk juveltrast häckar i östra Asien, i östra och sydöstra Kina, Sydkorea (ön Jeju och möjligen även på sydvästra delen av Koreahalvön, södra Japan (södra Honshu, Shikoku och Kyushu samt Taiwan. Vintertid flyttar den så långt söderut som till Borneo. Tillfälligt har den påträffats i Indonesien och Australien Den behandlas som monotypisk, det vill säga att den inte delas in i några underarter.

## Levnadssätt
Kinesisk juveltrast häckar i subtropisk skog, i Japan huvudsakligen i städsegrön lövskog nära kusten mestadels under 500 meters höjd, medan den i Sydkorea påträffas i tät och fuktig skog upp till 1200 meters höjd. I Japan har den även noterats i plantage, varför arten troligen kan anpassa sig till att leva i skogar även påverkade av människan.

### Föda
Fågeln födosöker bland löv på marken efter ryggradslösa djur som skalbaggar, myror, enkelfotingar och sniglar. Den har också noterats ta ormar, ödlor och faktiskt små gnagare. Ett studerat par på Taiwan matade ungarna nästan uteslutande med daggmaskar.

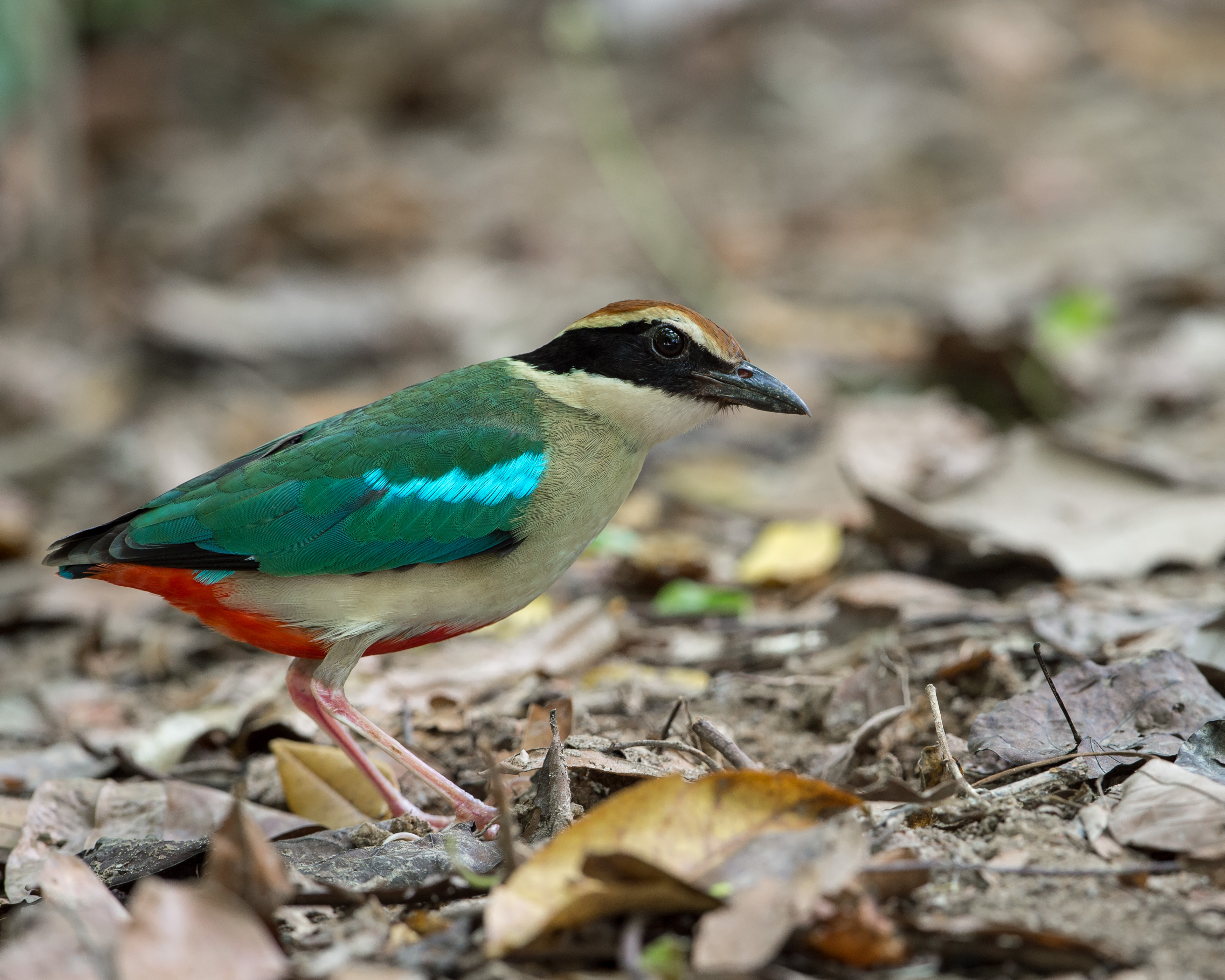

### Häckning
Kinesisk juveltrast häckar mellan maj och juli i Japan och Taiwan, i juni i Guangxi i sydöstra Kina och mellan maj och juni i Korea. Den bygger ett upp till 45 cm brett kupolformat bo som placeras i en skreva eller i lövverk ett till fem meter ovan mark.

## Status och hot
Kinesisk juveltrast har ett rätt stort utbredningsområde, men tros minska kraftigt i antal, framför allt på grund av skogsavverkning i dess häckningsområde. Den hotas också lokalt av insamling för burfågelsindustrin. Internationella naturvårdsunionen IUCN kategoriserar därför arten som sårbar (VU). Världspopulationen uppskattas till mellan 2500 och 10.000 individer.